# Edmund Conen
Edmund Conen (Ürzig, 10 de novembro de 1914 — 5 de março de 1990) foi um futebolista alemão que atuou como atacante. 
Disputou a Copa do Mundo de 1934, na qual marcou quatro gols, um a menos que o artilheiro Oldřich Nejedlý, da Tchecoslováquia. Muitos anos depois, a FIFA colocou em dúvida o último dos três gols marcados pelo atacante tchecoslovaco contra a Alemanha; dessa forma, Conen seria um dos goleadores da competição, juntamente com Nejedlý e Angelo Schiavio, da Itália.
Pela Seleção Alemã, disputou 28 partidas entre 1934 e 1942 e marcou 27 gols.